# 2446 Lunacharsky
2446 Lunacharsky è un asteroide della fascia principale. Scoperto nel 1971, presenta un'orbita caratterizzata da un semiasse maggiore pari a 2,3549971 UA e da un'eccentricità di 0,1602883, inclinata di 3,31732° rispetto all'eclittica.